# Преображение Господне (Нивици)
„Преображение Господне/Христово (на гръцки: Ασκηταριό Μεταμόρφωσης) е средновековна църква аскетарий край преспанското село Нивици (Псарадес), част от Леринската, Преспанска и Еордейска епархия на Вселенската патриаршия, под управлението на Църквата на Гърция.

## История
Изградена е в XIII век в малка плитка пещера на брега на Преспанското езеро. От скита са оцелели само няколко останки от килиите на монасите, докато от еднокорабната, сводеста църква е запазено трикорабното светилище с някои фрагменти от стенописите - фигури на светци в медальони. Двете оцелели части от дървения иконостас на църквата се съхраняват в Леринския археологически музей. Паметникът е датиран с известна уговорка към XIII век. Близо до църквата се намират жилищата на отшелниците.
В 1962 година църквата е обявена за паметник на културата.